# Chara (雑誌)
『Chara』（キャラ）は、徳間書店から発行の隔月刊漫画雑誌。偶数月22日発売。
『アニメージュ』増刊であった少女漫画雑誌『Noel』（ノエル）が1994年に独立創刊してできた漫画誌。主に、BL作品が掲載されている。

## 兄弟誌
特筆がなければ、漫画雑誌である。
- Chara Selection - 1998年に創刊。隔月刊。
- 小説Chara - 1998年に創刊。年2回刊。本誌の増刊号。小説誌。
- Char@ - 2012年12月に創刊。不定期刊。電子書籍。

## 掲載作品
- ANIMAL X 原始再来（杉本亜未）
- 美しい男（高口里純）
- カルバニア物語（TONO）
- 銀河英雄伝説（道原かつみ 原作：田中芳樹）
- 下宿日和（麻々原絵里依）
- 幻月楼奇譚（今市子）
- Code:Leviathan（稲荷家房之介）
- THE WORLD（獸木野生）
- C!! （反島津小太郎）
- 私立荒磯高等学校生徒会執行部（峰倉かずや）
- デミアン症候群（沖麻実也）
- 透明少年（小田切ほたる）
- ななひかり（高口里純）
- BODY-KILLER!（高城リョウ）
- 毎日晴天!（二宮悦巳 原作：菅野彰）
- ミスター・シーナの精霊日記（藤たまき）
- Midnight Sun（有那寿実）
- やってらんねェぜ!（こいでみえこ 原作：秋月こお）
- 幻惑の鼓動（禾田みちる 原作：吉原理恵子）
- 凛!（穂波ゆきね 原作：神奈木智）
- WILD ADAPTER（峰倉かずや）